# Salvatore Samperi
Salvatore Samperi (Pàdua, 26 de juliol de 1944 - Roma, 4 de març de 2009) fou un director de cinema i guionista italià que es feu cèlebre per les seves pel·lícules contestatàries i amb forta càrrega eròtica. Ennio Morricone compongué música per a les seves produccions. Dirigí grans estrelles del cinema italià com Franco Nero o Laura Antonelli.

## Trajectòria
Nascut al si d'una família burgesa de Pàdua, abandonà els estudis d'enginyeria tècnica que havia començat a la Universitat de Pàdua i passà a estudiar filosofia. El seu esperit contestatari el dugué a participar en el moviment universitari italià de la dècada de 1960 i a dedicar-se al cinema com mitjà per expressar les seves idees. Les seves primeres participacions en l'activitat foren com a encarregat de continuïtat en alguns films de Marco Ferreri i amb 26 anys dirigí la seva primera pel·lícula, Grazie zia.
Durant tota la seva carrera com a director filmà guions que o bé eren propis o estaven fets en col·laboració amb autors, però amb una forta incidència seva. Les seves pel·lícules es caracteritzen per un fort caire polític, una sàtira amarga de la família i de la burgesia, l'antimilitarisme i la narració d'amors impossibles, incestuosos o homosexuals. El tema de les relacions entre un jove adolescent i una dona gran, generalment amb un lligam de parentesc, per exemple, està en algunes de les seves pel·lícules més conegudes: Grazie zia (1968), Peccato veniale (1974), Casta e pura (1981) i Fotografando Patrizia (1984).
El tema de la seva primera pel·lícula Grazie zia era sobretot el despertar sexual d'un invàlid adolescent en braços de la seva tia casada. La pel·lícula generà un cert escàndol, però tingué bona acollida. La lliçó de moralina que apareix al final amb la mort del jove en un accident fou una concessió que Samperi no repetí a les seves pel·lícules següents, que acaben de manera més acord a la tensió morbosa sempre present a totes les seves produccions.
El 4 de març de 2009 morí a Roma de forma imprevista, a l'edat de 64 anys.

### Malizia
Després de diverses pel·lícules sense èxit, Samperi decidí tornar als seus orígens, és a dir, al cinema eròtic. Va ser així com va néixer la seva pel·lícula més famosa, Malizia, filmada el 1973, que catapultà a la fama Laura Antonelli, qui a pel·lícules prèvies havia cridat poderosament l'atenció dels espectadors però que aconseguí en aquest film passar a ser vista com una actriu sexualment atractiva.
Es tracta de la història en to de comèdia d'un vidu amb dos fills que per a les tasques domèstiques contracta una dona que desencadena la passió del pare i del fill gran i comença a despertar-la en el fill petit. Si bé al final es casa amb el vidu, la pel·lícula deixa clar que per al fill petit s'obre la porta a tota mena de plaers diaris i domèstics, de manera que el director torna al tema incestuós, aquest cop amb una madrastra. Una de les escenes memorables és una en què es veu Antonelli ascendint els esglaons d'unes escales mentre la càmera puja lentament per les seves mitges negres de seda i s'atura a les calces.
La pel·lícula marcà el director, el feu famós, però mai no pogué repetir aquest èxit. A Peccato veniale, filmada l'any següent, l'incest s'hi planteja amb la cunyada i Samperi intentà recrear un ambient més festiu i menys morbós que el de Malizia. El germà gran encarrega al jovenet Sandro que vigili la seva dona, molt atractiva, mentre passen les vacances a la platja, car ha d'estar uns dies fora per treball.

## Pel·lícules
- Grazie zia (1968)
- Cuore di mamma (1969)
- Uccidete il vitello grasso e arrostitelo (1970)
- Un'anguilla da 300 milioni (1971)
- Beati i ricchi (1972)
- Malizia (1973)
- Peccato veniale (1974)
- La sbandata (1974)
- Scandalo (1976)
- Sturmtruppen (1976)
- Nené (1977)
- Liquirizia (1979)
- Ernesto (1979)
- Un amore in prima classe (1980)
- Casta e pura (1981)
- Sturmtruppen 2 - Tutti al fronte (1982)
- Vai alla grande (1983)
- Fotografando Patrizia (1984)
- La Bonne (1986)
- Malizia 2000 (1991)